# Завидовская Горка
Завидовская Горка — село в Кесовогорском районе Тверской области, входит в состав Елисеевского сельского поселения.

## География
Деревня находится в 5 км на юго-запад от центра поселения деревни Елисеево и в 8 км на юг от райцентра посёлка Кесова Гора.

## История
В 1828 году в селе Завидово, располагавшемся севернее Завидовской Горки, была построена каменная Воздвиженская церковь с 3 престолами, метрические книги с 1780 года. 
В конце XIX — начале XX века деревня Завидовская Горка вместе с селом Завидово входили в состав Елисеевекой волости Кашинского уезда Тверской губернии. 
С 1929 года село являлось центром Завидо-Горского сельсовета Кесовогорского района Бежецкого округа Московской области, с 1935 года — в составе Калининской области, с 1994 года — в составе Елисеевского сельского округа, с 2005 года — в составе Елисеевского сельского поселения.

## Население
| 1859 | 1889 | 2002 | 2010 |
| ---- | ---- | ---- | ---- |
| 261  | ↗350 | ↘157 | ↘120 |

## Инфраструктура
В селе имеются детский сад, дом культуры, отделение почтовой связи.

## Достопримечательности
В селе расположена недействующая Церковь Воздвижения Креста Господня (1828).